# Stéphane Audibert
Pour les articles homonymes, voir Audibert.
Stéphane Audibert (né le 31 octobre 1998) est un taekwondoïste français, membre de l'équipe de France de taekwondo combat et actuellement 110e mondial avec 151 points .
Sur 50 combats menés, Stéphane Audibert en a gagné 29. Il a également participé à 30 tournois internationaux.
Médaillé de bronze olympique de la jeunesse 2014 à Nankin en Chine, il est sacré champion de France 2017 en moins de 54 kg.
Stéphane Audibert a été licencié au Haute-Savoie 74 taekwondo à Annemasse et est maintenant membre du club Cosmatkd Arcueil.

## Titre et médailles
- Médaille d'argent à la Présidence Cup Afrique G2 (avril 2018)
- 5e place à l'Open de Turquie G1 (février 2018)
- Médaille de bronze à l'Open d'Egypte G2 (février 2018)
- Médaille d'argent à l'Open International de Paris (novembre 2017)
- Médaille de bronze à l'Open G1 de Croatie (novembre 2017)
- Médaille de bronze à l'Open G1 de Riga en Lettonie (octobre 2017)
- Médaille d'or à l'Open G1 du Luxembourg (juin 2017)
- Champion de France sénior - 54 kg (mars 2017)
- Champion de Suisse senior (novembre 2016)